# Cuarteto Melos

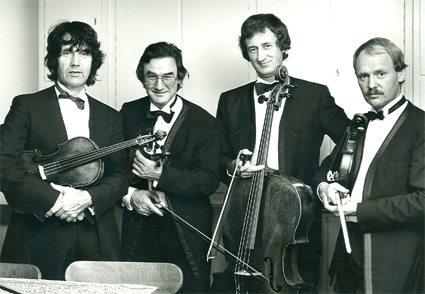
Cuarteto Melos (fotografía del año 1977)

El Cuarteto Melos fue un cuarteto de cuerda alemán de Stuttgart, que actuó durante cuarenta años, de 1965 a 2005.

## Componentes
- Primer Violín:
  - Wilhelm Melcher (nacido en 1940).
- Segundo Violín:
  - Gerhard Voss (nacido en 1939), de 1965 a 1993.
  - Ida Bieler, de 1993 a 2005.
- Viola:
  - Hermann Voss (nacido en 1934).
- Violonchelo:
  - Peter Buck (nacido en 1937).

## Orígenes y actividades
El Cuarteto Melos de Stuttgart fue fundado en octubre de 1965 por cuatro músicos jóvenes que eran miembros de orquestas alemanas. El nombre Melos, una palabra griega antigua que significa música y que está en la raíz de la palabra melodía, fue sugerido por la combinación de los nombres Melcher y Voss, al indicar su propósito como distintos individuos de buscar juntos la armonía musical.
El líder, Wilhelm Melcher de Hamburgo (1940–2005), había estudiado con Erich Röhn y con Pina Carmirelli y Arrigo Pelliccia del Quinteto Boccherini, en Roma. Ganó la Competición Internacional de Música de Cámara de Venecia en 1962 y se convirtió en concertino de la Orquesta Sinfónica de Hamburgo en 1963. Los dos hermanos Voss, Gerhard (1939) y Hermann (1934), eran renanos, ambos estudiaron con Sandor Végh y Hermann continuó como alumno de Ulrich Koch. Hermann era solista de viola de la Orquesta de Cámara de Stuttgart. El violonchelista Peter Buck (1937) es suabo y estudió en Düsseldorf, en Friburgo, y con Ludwig Hoelscher en Stuttgart. Gerhard Voss y Peter Buck eran miembros de la Orquesta de Cámara de Wurtemberg.
En 1966 el grupo dio su primer recital. Poco después ganó un premio en la Competición de Cuartetos Villa-Lobos en Río de Janeiro. Representaron a la República Federal Alemana en el Congreso Mundial de Juventudes Musicales en París y ganaron el 'Prix Américain' como mejor cuarteto, en el International Congress of Musical Performance de Ginebra. Entonces dejaron sus puestos orquestales para concentrarse sólo en el Cuarteto. Empezaron a hacer giras en 1967 y en 1968 actuaron en siete países europeos. En 1969 dieron 105 conciertos por todo el mundo e hicieron su primera aparición en televisión.
En 1969 el grupo firmó un contrato de cinco años con el sello Deutsche Grammophon y grabaron 25 días al año registros para su publicación radiofónica y comercial. Obtuvieron el primer premio de la Fundación Cuarteto de Cuerda patrocinada por industria alemana en 1970 y en 1972 prolongaron su contrato con D.G. para la grabación completa de los cuartetos de cuerda de Schubert y Cherubini .
Después de esto emprendieron giras alrededor del mundo por América del Norte y del Sur, África, todos los países europeos, el Cercano y Extremo Oriente, llegando a sitios tan lejanos como Novosibirsk en Rusia. Fueron los primeros músicos de Alemania del oeste en tocar en Volgogrado (Stalingrado) en 1973, en los conciertos conmemorativos de la batalla de 1943. En 1975, cuándo las grabaciones integrales de los cuartetos de Schubert estuvieron completados y publicados, el Cuarteto se hizo cargo de un puesto de enseñanza en la Escuela de Música de Stuttgart.
Hacia 1975 el grupo había acumulado un repertorio de 120 obras, incluyendo los cuartetos completos de Beethoven, Schubert, Cherubini, Mendelssohn, Schumann, Brahms y Janáček y obras de Haydn, Mozart, Hugo Wolf, Pfitzner, Verdi, Donizetti, Debussy, Smetana, Kodály, Hindemith, Bartók, Alban Berg, Gian Francesco Malipiero, Witold Lutosławski, Milko Kelemen, Wittinger y Horváth. Decidieron conscientemente tener un repertorio amplio para evitar encasillarse en un periodo en concreto.
Para la mayoría de las grabaciones de Schubert emplearon un violonchelo de Francesco Ruggieri (1682), una viola de Carlo Ferdinando Landolfi (siglo XVIII), como primer violín un Domenico Montagnana (1731) y como segundo violín un Carlo Annibale Tononi (siglo XVIII).
Planeaban una gira de despedida en 2005 cuando Wilhelm Melcher, el primer violín, murió inesperadamente justo antes de su 65.º cumpleaños.
Entre otros, el Cuarteto ha colaborado con Arthur Rubinstein, Mstislav Rostropóvich, Georg Solti, Narciso Yepes y Dietrich Fischer-Dieskau.

## Registros destacados
Grabaron una interpretación del Quinteto de Cuerda de Schubert con Mstislav Rostropóvich como segundo violonchelista. Grabaron el conjunto de los Cuartetos Dedicados a Haydn de Mozart, los cuartetos de cuerda completos de Mendelssohn, Schumann, Brahms, Janáček, Cherubini, Schubert y de Beethoven para su 25.º Aniversario como edición limitada para el sello Deutsche Grammophon. Con el viola Franz Beyer, grabaron los Quintetos de Cuerda completos de Mozart.

## Discografía completa
- Ludwig van Beethoven - Die frühen Streichquartette: Op.18 No.1-6 / Op.14 No.1 (3CD - DGG 410971-2, 1983)
- Ludwig van Beethoven - Die mittleren Streichquartette: Op.59 No.1-3 / Op.74 / Op.95 (3CD - DGG 415342-1, 1984)
- Ludwig van Beethoven - Die späten Streichquartette: Op.127 / Op.130-133 / Op.135 (3CD - DGG 415676-1, 1984)[6]
- Luigi Boccherini - Quintets for Guitar and Strings: No.4 in D G.448 "Fandango" / No.9 in C, G.453 -"La ritirata di Madrid" / No.7 in E minor, G.451 (Narciso Yepes, guitar; CD - DGG 477 7112 8)
- Johannes Brahms - Complete String Quartets: No.1, in C minor Op.51/1 / No.2, in A minor Op.51/2 / No.3, in B flat major Op.67 (3CD - DGG 423670, 1986/87; + Schumann)
- Johannes Brahms - String Quintet No.2 in G major, Op.111 / Clarinet Quintet in B minor, Op.115 (Gérard Caussé, 2. viola / Michel Portal, clarinet; CD - Harmonia Mundi 1951349)
- Anton Bruckner - String Quintet in F major, WAB.112 / *Intermezzo, in D minor, WAB.113 (Enrique Santiago, 2. viola; LP - Intercord, 1975 + Janáček, Smetana, Wolf; CD - Harmonia Mundi 1951421, *rec: May 1992)
- Luigi Cherubini - Complete String Quartets: No.1, in E flat major (1814) / No.2, in C major (1829) / No.3, in D minor (1834) / No.4, in E major (1835) / No.5, in F major (1835) / No.6, in A minor (1837) (3CD - DGG 429 1852 8)
- Claude Debussy - String Quartet in G minor, Op.10, L.85 (LP - DGG 419750, + Ravel; CD - DGG 479 0529 5, + Ravel & Kodály)
- Antonín Dvorák - String Quartet No.9, in D minor, Op.34/B.75 / Piano Quintet in A major, Op.81/B.155 / String Quintet No.3 (for 2 violas) in E flat major "American", Op.97/B.180  / String Quartet No.12, in F major "American", Op.96/B.179 (w. Ida Bieler, 2. violín; Karl Engel, piano; Gérard Caussé, 2. viola; 2CD - Harmonia Mundi 901671, 1995)
- Franz Joseph Haydn - String Quartets: No.62, in C major "Emperor", Op.76/3, H.III/77 / No.63, in B-flat major "Sunrise", Op.76/4, H.III/78 / No.32, in C major "Bird", Op.33/3, H.III/39 (LP - Intercord; CD - EMI, 1988)
- Leos Janáček - String Quartets: No.1 "Kreutzer Sonata", JW.7/8 / No.2 "Listy duverné"/"Intimate Letters", JW.7/13 (LP - Intercord, 1973 + Smetana, Bruckner, Wolf; CD - Harmonia Mundi, 1992)
- Milko Kelemen - "Sonnets" (1987) for String Quartet (CD - BIS 742; rec: 02/17/1988)
- Zoltán Kodály - String Quartet No.2, Op.10 (CD - DGG 479 0529 5, + Ravel & Debussy)
- Felix Mendelssohn - Complete String Quartets: No.0, in E flat major oh.op. / No.1 in E flat major, Op.12 / No.2, in A minor, Op.13 / No.3, in D, Op.44/1 / No.4, in E minor, Op.44/2 / No.5, in E flat major, Op.44/3 / No.6, in F minor, Op.80 / Four Pieces for String Quartet, Op.81 (3CD - DGG 415 8832 6)
- Wolfgang Amadeus Mozart - 6 Haydn-Quartets: No.14, in G major K.387 "Spring" / No.15, in D minor K.421 (417b) / No.16, in E-flat major K.428 (421b) / No.17, in B-flat major K.458 "Hunt" / No.18, in A major K.464 / No.19, in C major K.465 "Dissonance" (3CD - DGG 415870)
- Wolfgang Amadeus Mozart - Hoffmeister & 3 Prussian-Quartets: No.20, in D Major "Hoffmeister" K.499 / No.21, in D Major K.575 / No.22, in B-flat major K.589 / No.23, in F major K.590 (2CD - DGG 2531 320, rec: 1981)
- Wolfgang Amadeus Mozart - Clarinet Quintet in A major "Stadler", K.581 / String Quartet No.20, in D Major "Hoffmeister" K.499  / Fugues (5) for String Quartet (transcribed from Bach's Well Tempered Clavier, Book 2, Nos. 2,5,7,8,9) K.405 (Julia Rayson, clarinet; CD - EMI 5725662, 1997)
- Wolfgang Amadeus Mozart - Piano Quartets: No.1, in G minor K.478 / No.2, in E flat major K.493 (Georg Solti, piano; CD - Decca 417190)
- Wolfgang Amadeus Mozart - Complete String Quintets: No.1, in B flat major, K.174 / No.2, in C minor K.406 (516b) / No.3, in C major K.515 / No.4, in G minor K.516 / No.5, in D major K.593 / No.6, in E-flat major K.614 (Franz Beyer (1-4) and Piero Farulli (5-6), 2. viola; 3CD - DGG, 1987/91)
- Maurice Ravel - String Quartet in F major, M.35 (LP - DGG 419750, + Debussy; CD - DGG 479 0529 5, + Debussy & Kodály)
- Franz Schubert - Complete String Quartets: No.1, D.18 / No.2, in C major D.32 / No.3, in B flat major D.36 / No.4, in C major D.46 / No.5, in B flat major D.68 / No.6, in D major D.74 / No.7, in D major D.94 / Quartet Movement, in C minor D.103 / No.8, in B flat major D.112 (Op.Post.168) / No.9, in G minor D.173 / No.10, in E flat D.87 / No.11, in E major D.353 (op.post.125 No.2) / No.12, in C minor D.703 "Quartettsatz" / No.13, in A minor D.804 "Rosamunde" / No.14, in D minor D.810 "Death and the Maiden" / No.15, in G D.887 (6CD - DGG 463 1512 5)
- Franz Schubert - String Quintet in C major, D.956 (Mstislav Rostropovich, 2. cello; CD - DGG 477 6357 4)
- Robert Schumann - Complete String Quartets: No.1, in A minor Op.41/1 / No.2, in F major Op.41/2 / No.3, in A major Op.41/3 (3CD - DGG 423670, 1986/87; + Brahms)
- Jean Sibelius - String Quartet in D minor, Op.56 Voces intimae (w. Ida Bieler, 2. violín; CD - Harmonia Mundi 901671, 1995 + Verdi)
- Bedřich Smetana - String Quartet No.1, in E minor "From my Life" (‘Z mého života) (LP - Intercord, 1973 + Janáček, Bruckner, Wolf)
- Giuseppe Verdi - String Quartet in E minor (w. Ida Bieler, 2. violín; CD - Harmonia Mundi, 1995 + Sibelius)
- Hugo Wolf - Italian Serenade in G minor, for String Quartet (LP - Intercord, 1975; + Janáček, Smetana, Bruckner)
- Melos Quartett Recital 1979 "Live": Franz Joseph Haydn String Quartet No.64, in D major Op.76 No.5/Hob.III:79 "Erdödy" / Wolfgang Fortner String Quartet No.4 (1975) / Maurice Ravel String Quartet in F major, M.35 (CD - Hänssler Classic 93716)[7]